# Dolmen de Sant Ponci
El Dolmen de Sant Ponci, nom tradicional, o, més adequadament, del Cortal d'en Ponci, és un monument megalític del terme comunal de Molig, a la comarca del Conflent, de la Catalunya del Nord.
És a la zona central - oriental del terme, a prop al sud-est del Cortal d'en Ponci, a la zona de Llustria i al sud del Cortal de Mira Conflent.
Es tracta d'un dolmen de possible galeria catalana considerat com a vertader d'entre els esmentats per Abélanet. Es conserven les lloses verticals i horitzontal caigudes, amb el dolmen aterrat. N'aporta la primera notícia Max Escalon de Fonton el 1970.